# Echinopsis candicans
Echinopsis candicans (Gillies ex Salm-Dyck) F.A.C.Weber ex D.R.Hunt – gatunek rośliny okrytonasiennej z rodziny kaktusowatych pochodzący z północnej Argentyny. Wytwarza białe pachnące kwiaty, które otwierają się nocą.

## Morfologia
Gruboszowata bylina. Pojedyncza łodyga osiąga 60 cm wysokości i 14 cm średnicy. Rozkrzewione kępy mogą osiągać średnicę 3 m. Łodygi mają kolor jasnozielony i 9-11 żeber. Duże białe areole rozmieszczone co 2–3 cm wytwarzają żółtobrązowawe ciernie, środkowy cierń dorasta do 10 cm, otaczające go promieniste ciernie – tylko 4 cm.
Pachnące kwiaty białej barwy otwierają się w nocy. Są duże, osiągając w przekroju do 19 cm i 18–23 cm długości.

## Systematyka
Gatunek opisał pierwotnie Joseph zu Salm-Reifferscheidt-Dyck w 1834 w pracy Hortus Dyckensis, gdzie przypisał nazwę Cereus candicans Gilliesowi. W 1920 Nathaniel Lord Britton i Joseph Nelson Rose umieścili go w rodzaju Trichocereus. W 1987 publikacja Davida Hunta przeniosła gatunek do rodzaju Echinopsis, przypisując to przeniesienie Frédéricowi Weberowi. Obszerny opis Echinopsis pozostaje sporny, nie uznaje się rodzaju za takson monofiletyczny.